# Wentshukumishiteu

Wentshukumishiteu na mitologia inuíte é um elemental da água protetor dos animais, protegendo especialmente contra humanos. É particularmente apaixonado por lontras.